# Finn Harps F.C.
Finn Harps Football Club (irl. Cumann Peile Chláirsigh na Finne) – irlandzki klub piłkarski z siedzibą w mieście Ballybofey leżącym w hrabstwie Donegal.

## Osiągnięcia
- Puchar Irlandii FAI Cup: 1973/74
- Wicemistrz Irlandii (3): 1972/73, 1975/76, 1977/78
- Mistrz drugiej ligi (Football League of Ireland First Division): 2004
- FAI Junior Cup: 1967/68
- Dublin City Cup: 1971/72
- Irish News Cup: 1998/99[1]

## Historia
Finn Harps założony został w 1954 roku jako klub młodzieżowy. Nazwa klubu pochodzi od rzeki Finn przepływającej przez miasto Ballybofey oraz od tradycyjnego symbolu Irlandii – harfy (ang. harp).
Pierwszym znaczącym sukcesem klubu na arenie krajowej było zwycięstwo w 1968 w turnieju FAI Junior Cup. Sukces ten pozwolił na występ w 1969 w turnieju FAI Intermediate Cup. Gdy Finn Harps został wyeliminowany, szefowie klubu Fran Fields i Patsy McGowan postanowili wystąpić o członkostwo w lidze irlandzkiej (Football League of Ireland). Klub został dopuszczony do grona klubów seniorskich w maju 1969. Swój pierwszy mecz jako klub seniorski Finn Harps rozegrał 17 sierpnia 1969 z zespołem Shamrock Rovers Dublin, który przegrał aż 2:10. Po okresie początkowych trudności klub stał się znaczącą siłą futbolu irlandzkiego w latach 70.
Finn Harps swoje pierwsze trofeum seniorskie zdobył w sezonie 1971/72, zwyciężając w turnieju Dublin City Cup. W finale tej imprezy na Dalymount Park Finn Harps pokonał Cork Hibernians, a zwycięską bramkę zdobył Brendan Bradley. Wicemistrzostwo Irlandii zdobyte w sezonie 1972/73 pozwoliło klubowi zadebiutować w europejskich pucharach – w Pucharze UEFA w sezonie 1973/74. Pierwszym rywalem był szkocki klub Aberdeen. Na wyjeździe Finn Harps przegrał 1:4. W Irlandii ponowna porażka 1:3 dała awans rywalom.
W sezonie 1973/74 na tym samym Dalymount Park Finn Harps odniósł na arenie krajowej jeszcze większy sukces. Po dwóch bramkach Brendana Bradleya i jednej bramce Charliego Ferry klub pokonał St. Patrick’s Athletic Dublin i sięgnął po jedyny jak dotąd Puchar Irlandii (FAI Cup). Dzięki temu sukcesowi Finn Harps wziął udział w Pucharze Zdobywców Pucharów w sezonie 1974/75. W pierwszej rundzie przeciwnikiem był turecki klub Bursaspor. W Turcji drużyna irlandzka przegrała 2:4. W rewanżu padł remis 0:0 i do następnej rundy awansowali Turcy.
Drugie wicemistrzostwo, zdobyte w sezonie 1975/76, doprowadziło do trzeciego startu Finn Harps w europejskich pucharach. W pierwszej rundzie Pucharu UEFA w sezonie 1976/77 przeciwnikiem irlandzkiej drużyny okazał się angielski klub Derby County. W pierwszym, wyjazdowym meczu, Finn Harps przegrał nadzwyczaj wysoko, bo aż 0:12. Przy czym do przerwy było już 0:9. Rewanż na własnym boisku piłkarze z Irlandii także zdecydowanie przegrali, choć już tylko 1:4.
Trzecie wicemistrzostwo Irlandii, zdobyte w sezonie 1977/78, jest do dziś ostatnim dużym sukcesem klubu. Dzięki temu sukcesowi Finn Harps czwarty, i jak dotąd ostatni raz, wystąpił w europejskich pucharach – w pucharze UEFA w sezonie 1978/79. Także i tym razem drużyna irlandzka nie zdołała przebrnąć pierwszej rundy, doznając dwóch wysokich porażek 0:5 w starciu z angielskim klubem Everton.
W latach 80. klub zaczął stopniowo słabnąć, oddalając się od irlandzkiej czołówki. W półfinale Pucharu Irlandii w 1981 oraz w finale Tarczy Irlandii (FAI Shield) w 1987 Finn Harps uległ klubowi EMFA. W międzyczasie w 1985 klub spadł do drugiej ligi.
By poprawić poziom klubu dochodziło w latach 80. do licznych zmian na stanowisku trenera, co długo nie przynosiło żadnego efektu. Pierwsze oznaki poprawy pojawiły się dopiero na początku lat 90.
Gdy trenerem klubu na początku sezonu 1992/93 został Patsy McGowan, klub dwukrotnie zakwalifikował się do baraży o I ligę – jednak za pierwszym razem przegrał z Cobh Ramblers, a za drugim z Athlone Town. McGowan odszedł z klubu tuż przed awansem do I ligi – Finn Harps po rozegraniu 11 sezonów drugoligowych w sezonie 1995/96 awansował do najwyższej ligi Irlandii.
Latem 1996 grupa biznesmenów zapragnęła przejęcia kontroli nad klubem, jednak złożona przez nich oferta została odrzucona. Doprowadziło to do zmiany na stanowisku trenera oraz odejścia kilku członków zarządu klubu. Nowym trenerem, który miał za zadanie skompletować i poprowadzić drużynę Finn Harps w pierwszej lidze sezonu 1996/97 był Charlie McGeever. Pod koniec sezonu, gdy pierwszoligowy byt klubu był już zapewniony, członkowie zarządu postanowili sprzedać akcje stałym kibicom klubu, by upewnić się, że wpływ na jego losy będą mieli ludzie mocno z nim związani.
W sezonie 1998/99 Finn Harps zajął 4. miejsce w pierwszej lidze (1 punkt za Shelbourne Dublin), będąc o włos od zakwalifikowania się do europejskich pucharów. Finn Harps dotarł także do finału Pucharu Irlandii, przegrał jednak po zaciętej walce z klubem Bray Wanderers. Po bardzo słabym początku w sezonie 1999/2000 Charlie McGeever zrezygnował z posady trenera klubu. Nowym trenerem został Gavin Dykes. Udało się zachować status pierwszoligowca, jednak Finn Harps popadł w długi wynoszące łącznie 280 000 £.
W następnym sezonie po serii fatalnych wyników Dykes zrezygnował z posady trenerskiej, a jego miejsce zajął ulubieniec kibiców klubu Jonathan Speak. Nie udało się jednak zapobiec spadkowi, który zakończył 5-letnią grę klubu w najwyższej lidze Irlandii. Pierwszy pełny sezon Speaka doprowadził klub do wicemistrzostwa drugiej ligi – Finn Harps uplasował się za drużyną Drogheda United. Nie udało się jednak powrócić do pierwszej ligi, gdyż Finn Harps przegrał po rzutach karnych z zespołem Longford Town.
W następnym sezonie klub zajął w II lidze trzecie miejsce, kwalifikując się do baraży, gdzie w półfinale wyeliminowany został przez Galway United. Pomimo niepowodzenia i zakusów licznych klubów pierwszoligowych na najlepszego strzelca klubu Kevina McHugh, Speak zdołał zatrzymać w klubie większość piłkarzy. Choć bukmacherzy typowali Finn Harps na mistrza II ligi w 2003 roku, klub, pomimo obiecującego początku, zajął ostatecznie czwarte miejsce.
Pomimo tylko dwóch porażek w całym sezonie i 9 remisów Speak został zwolniony ze stanowiska trenera. Na krótko jego miejsce zajął dotychczasowy asystent Sean McGowan, który poprowadził zespół w dwóch meczach, które wygrał. W końcu nowym trenerem klubu został Noel King, który odmłodził drużynę i po 6 zwycięstwach z rzędu doprowadził ją na powrót do czołówki drugiej ligi. Gdy do końca sezonu zostały już tylko 4 mecze, Finn Harps był na czele tabeli, jednak wyjazdowe porażki z Bray Wanderers i Dublin City spowodowały, że mistrzem II ligi został Dublin City. W barażach Finn Harps pokonał w półfinale Bray Wanderers, jednak w finale przegrał z dziewiątą drużyną pierwszej ligi Derry City.
Noel King poprowadził klub w 6 meczach w 2004 roku, po czym za obopólną zgodą zarząd klubu rozwiązał z nim umowę. Ponownie asystent Sean McGowan przejął trenerską pieczę, ale tym razem tylko na 10 dni podczas których kierował drużyną w 2 spotkaniach. Nowym trenerem został były gracz i trener klubu Derry City, Felix Healy, który razem z klubem swego rodzinnego miasta zdobył wszystkie krajowe trofea.
Healy na 50-lecie klubu zdobył mistrzostwo drugiej ligi i tym samym awansował do pierwszej ligi. W pierwszej lidze klub spisywał się słabo i Healy został zwolniony z posady w lipcu 2005 roku. Jego miejsce, jako grający trener, zgodził się zająć do końca sezonu Anthony Gorman, który pomimo spadku do drugiej ligi, pozostał na tym stanowisku w następnym sezonie. Jednak próba powrotu w 2006 roku do najwyższej ligi nie udała się.
W 2007, gdy ciężar pracy trenerskiej wziął na siebie Paul Hegarty, klub z powodu kłopotów finansowych wystawił wszystkich swoich graczy na sprzedaż. Z tego powodu drużyna, po serii porażek i remisów, znalazła się w dolnych rejonach drugiej ligi. Jednak wkrótce doszło do serii zwycięstw, która dała ostatecznie klubowi drugie miejsce za drużyną Cobh Ramblers. Pozwoliło to na start w barażach, gdzie w półfinale Finn Harps pokonał 2:0 Dundalk. W finale na Finn Park Finn Harps pokonał 3:0 Waterford United i po wyjazdowym remisie 3:3 awansował do najwyższej ligi Irlandii.
Przed sezonem w 2008 roku Finn Harps przystąpił do zmiany statusu klubu z półzawodowego na zawodowy.

## Europejskie puchary
Legenda do wszystkich tabel:
- Q – runda eliminacyjna, 1/16, 1/8, 1/4, 1/2 – odpowiednia faza rozgrywek, Grupa – runda grupowa, 1r gr – pierwsza runda grupowa, 2r gr – druga runda grupowa, F – finał, R – runda, PO – play-off
- k. – rzuty karne, los. – losowanie, Dogr. – dogrywka, w. – zasada bramek strzelonych na wyjeździe

| Sezon   | Rozgrywki                 | Runda | Przeciwnik   | Dom | Wyjazd | Ogólnie |
| ------- | ------------------------- | ----- | ------------ | --- | ------ | ------- |
| 1973/74 | Puchar UEFA               | 1R    | Aberdeen     | 1–3 | 1–4    | 2–7     |
| 1974/75 | Puchar Zdobywców Pucharów | 1R    | Bursaspor    | 0–0 | 2–4    | 2–4     |
| 1976/77 | Puchar UEFA               | 1R    | Derby County | 1–4 | 0–12   | 1–16    |
| 1978/79 | Puchar UEFA               | 1R    | Everton      | 0–5 | 0–5    | 0–10    |